# Foresta torbiera

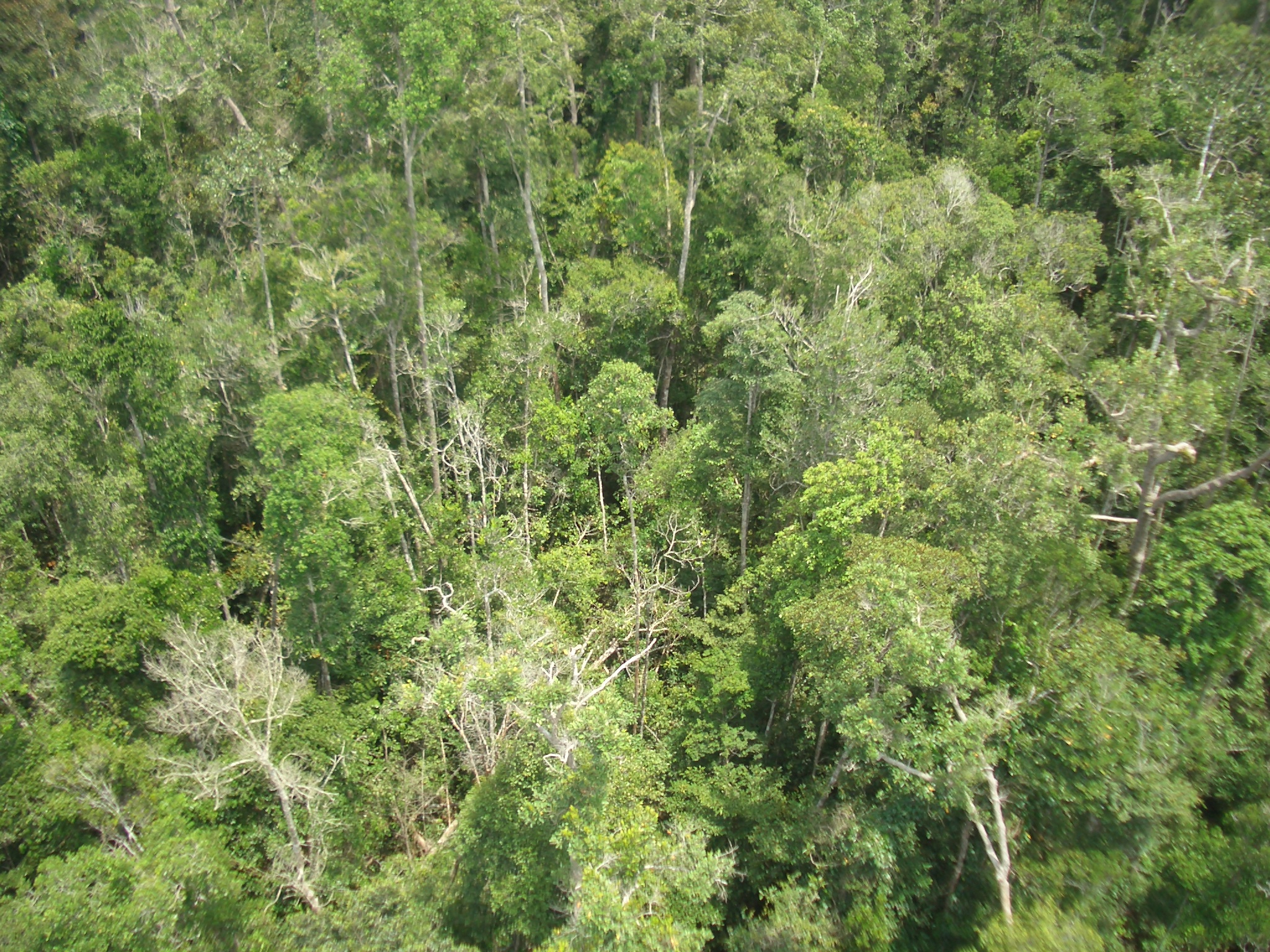
Foresta torbiera, Kalimantan (Borneo), Indonesia

Le foreste torbiere sono foreste umide in cui la biomassa si accumula sotto il pelo dell'acqua ed è sottoposta a un lento processo di macerazione anerobica e quindi di carbonificazione, che la trasforma in torba. 

## Descrizione
Lo strato di torba può andare dai due ai venti metri di profondità (solitamente la profondità cresce allontanandosi dai corsi d'acqua). Si tratta di foreste caratterizzate da alberi non alti e da una flora non più rada, a causa della scarsa fertilità del suolo torboso. Malgrado ciò alcune di esse ospitano specie animali iconiche e oramai in via di estinzione, come la tigre di Sumatra e l'orango. Queste foreste si trovano nelle regioni equatoriali dell'Africa, nella regione amazzonica del Sudamerica, in Asia (Borneo e Sumatra) e in Papua Nuova Guinea.
La torba accumula grandi quantità di acqua durante la stagione delle piogge (monsone) che rilascia nella stagione secca. In seguito al virtuale esaurimento delle foreste di pianura, nel Sud-Est asiatico e Papua Nuova Guinea le foreste torbiere sono finite nel mirino delle grandi piantagioni di acacia e palma da olio. Quando le foreste torbiere vengono drenate per uso agricolo, la torba si asciuga e diviene un potente combustibile. Subito dopo il drenaggio, vengono spesso appiccati incendi dolosi, anche allo scopo di fertilizzare il suolo, rimuovere la biomassa residua e bilanciare l'acidità del suolo torboso per renderlo idoneo all'agricoltura. Purtroppo è difficile fermare gli incendi su questo tipo di terreno, dato che il fuoco continua a espandersi anche a diversi metri di profondità, per tornare in superficie all'improvviso, quando ormai è troppo tardi per estinguerlo. Secondo uno studio realizzato dalla Banca Mondiale, l'Indonesia è diventato il terzo emettitore di gas serra, proprio a causa degli incendi forestali.